# Kvikler
Som kvikler betegnes visse glaciomarine lerarter, som især forekommer i Nordamerika, Nordeuropa og Rusland. Karakteristisk for kvikler er, at det er sensitivt, dvs. det mister sin styrke, når det udsættes for tilstrækkelig stor mekanisk påvirkning, fra fx. jordskælv, kraftig nedbør eller graveaktivitet, og ganske pludseligt kan omdannes til en tyktflydende væske.
Jordskred  i kvikler er almindeligt forekommende i bl.a. Norge og Sverige, hvor de har forårsaget alvorlige katastrofer med store tab af menneskeliv. Årligt afvises henved 100 reguleringsplaner i Norge af frygt for fremtidige kviklerskred.
30. december 2020 blev et boligområde i Gjerdrum på Romerike rammet af et kviklerskred, efter at et vandløb havde vasket saltet ud af kvikleret, så det blev ustabilt og gav efter. Redningsarbejde pågik frem til 5. januar 2021, da et nyt, mindre skred fik mandskabet til at evakuere.